# Gulnara Sachs
Gulnara Sachs, domu Sachatowa, ros. Гульнара Баяхметовна Сахатова (ur. 24 kwietnia 1963) – kazachska szachistka, reprezentantka Anglii od 1993, mistrzyni międzynarodowa od 1985 r., siostra Elviry Berend.

## Kariera szachowa
W połowie lat 80. XX wieku należała do szerokiej światowej czołówki. Dwukrotnie uczestniczyła w turniejach międzystrefowych (eliminacjach mistrzostw świata), w 1985 r. zajmując w Hawanie VII miejsce, natomiast w 1987 r. w Tuzli – V miejsce. W 1986 r. samodzielnie zwyciężyła w kołowym turnieju w Tallinnie (przed Tatianą Fominą i Maają Ranniku). Była również (w latach 1986–1991) kilkukrotną finalistką mistrzostw Związku Radzieckiego kobiet. W 1992 r. jedyny raz w karierze wystąpiła na szachowej olimpiadzie, zajmując w Manili VIII miejsce.
Po zmianie obywatelstwa zakończyła czynną karierę szachową.
Najwyższy ranking w karierze osiągnęła 1 stycznia 1992 r., z wynikiem 2365 punktów zajmowała wówczas 25. miejsce na światowej liście FIDE, jednocześnie zajmując 12. miejsce wśród radzieckich szachistek.